# Wumen Huikai
Wu-men Hui-k'ai, (1183–1260) (Langzeichen: 無門慧開, Kurzzeichen: 无门慧开; Pinyin: Wúmén Huìkāi; Wade-Giles: Wu-men Hui-k'ai). ist ein Chán (Zen)-Meister, der in der Song-Dynastie (960–1279) in China lebte. In Japan trägt er den Namen Mumon Ekai, unter dem er in der deutschen Literatur ebenfalls bekannt ist.
Er wurde Mönch und in der Tradition der von Linji Yixuan etwa 300 Jahre früher gegründeten Linji zong (chinesisch: 臨濟宗, Pinyin: Línjì zōng, W.-G.: Lin-chi tsung) ausgebildet, die später in Japan als Rinzai-Schule bekannt wurde. Er war der 15. Nachfolger in Linji-Linie und der achte in der von Yang-ch’i Fang-hui (992–1049) der Yôgi-Linie. Wu-men Hui-k'ai wurde bekannt als Herausgeber und Kommentator der 48 Gong'an (Pinyin: gōng'àn, jap.: Kōan) umfassenden Sammlung Die torlose Schranke (無門關, Pinyin: Wúménguān; jap.: Mumonkan).

## Leben und spirituelle Entwicklung
Wu-men wurde zur Zeit der Südlichen Song im chinesischen Liang-chu bei Hangzhou geboren, sein erster Meister war Gong Heshang. Er erhielt die Dharma-Übertragung von Zen-Meister Yuelin Shiguan (月林師觀; jap.: Gatsurin Shikan) (1143–1217) im Wanshou-Tempel (萬壽寺, Wànshòu sì) in Suzhou. In der Linji-/Rinzai-Schule werden Ideen aufgegriffen, die sich bereits in den indischen Traditionen finden: Die existenziellen Probleme des Einzelnen sollen nicht durch heilige Texte (Sutra), religiöse Lehren, philosophische Konzepte oder gar Riten und Traditionen, sondern nur durch existenzielle Selbsterfahrung, die über die Versenkung in das eigene ICH hinaus geht, gelöst werden. Auch die überlieferten Weisheitslehren selbst müssen infrage gestellt und zertrümmert werden, wenn sie der Selbsterkenntnis im Weg stehen. Diese »tiefe Befreiung« (Satori oder Erleuchtung) kann erst erreicht werden, wenn man erkennt, dass die Paradoxa in den Fragen Metaphern für die Widersprüche in der Wahrnehmung der Welt sind. Sie können nicht in Harmonien aufgelöst werden (wie etwa Konfuzius lehrte). Jeder muss auf seine Weise lernen, sie zu ertragen und am Ende fähig werden, die Fragen selbst zu zerstören:

„Es ist eine Art geistiger Katastrophe, die plötzlich eintritt, wenn viel Stoff an Begriffen und Beweisen aufgehäuft worden ist. Dieses Aufstapeln hat die Grenze an Tragfähigkeit erreicht, das ganze Gebäude stürzt in sich zusammen und siehe, ein neuer Himmel öffnet sich weit dem Blick. Wenn der Gefrierpunkt erreicht ist, verwandelt sich Wasser plötzlich in Eis, das Flüssige ist plötzlich fest geworden und strömt nicht mehr frei dahin. Satori kommt unvermutet über einen Menschen, wenn er fühlt, dass er sein ganzes Sein erschöpft hat.“

Der Weg dorthin führt durch unterschiedliche Formen der Meditation (vor allem: langes Sitzen im Zazen) und provozierende in sich widersprüchliche Fragen, die der Meister dem Schüler stellt. An den Antworten erkennt er den Grad von dessen Erkenntnis. Yuelin gab ihm den Gong'an (Kōan) von Zhaozhou Congshen, der später in der von Wumen herausgegebenen Sammlung Die torlose Schranke an erster Stelle stand: »Hat ein Hund Buddha-Natur?«. Wumen rang sechs Jahre lang, im Zazen vertieft und schließlich schlaflos, mit dieser Frage, bevor er eines Tages plötzlich mit dem Klang der Mittagstrommel seinen Weg fand: „WU!“ (無, jap.: „Mu“) – Nichts, Leere – man könnte die Frage mit ja oder nein beantworten, doch es kommt nicht darauf an:

„Der Hund! Die Buddha-Natur!

Die Wahrheit zeigt sich deutlich.

Ein Augenblick von Ja-und-Nein:

Verloren sind dein Leib und deine Seele.“

Diese Erkenntnis ist – wie er später in seinem Kommentar schreibt – „...ein rotglühender Eisenball, den Du verschluckt hast und dabei scheiterst, wenn Du versuchst, ihn auszukotzen“. Nachdem Yuelin die Lösung anerkannt hatte, schrieb Wumen ein Gedicht über seine Erleuchtung:

„Aus blauem Himmel im hellen Sonnenschein ein Donnerschlag!

Alle Lebewesen auf der Erde öffnen weit ihre Augen.

Alle Dinge im All neigen in gleicher Weise das Haupt.

Der Berg Sumeru springt auf und tanzt san-t'ai.“

Da er während der Meditation über das „Wu“-Gong'an erwacht war, erhielt er den Spitznamen Wumen, vereinfacht übersetzt: „Methode (men) des Nein (wu)“. Im chinesischen Mahayana-Buddhismus ist der Begriff 無 (wú) oft ein Synonym für 空 (sunyata). 門 (mén) steht allgemein für eine Tür oder ein Tor, im buddhistischen Sinne wird der Begriff jedoch häufig verwendet, um sich auf einen bestimmten „Aspekt“ bzw. eine bestimmte „Methode“ der Dharma-Lehren zu beziehen.
Seine persönlichen Erfahrungen fasste er in einem späteren Anhang des Wumenguan als „Zen-Warnungen“ in klaren Worten zusammen:

„Regeln und Vorschriften befolgen heißt sich selber binden ohne Strick. Spontan und schrankenlos handeln ist teuflisch und ketzerisch. Nur auf das Innere zu achten, um es zu reinigen und in der Stille zu verschwinden, ist das falsche Zen des stummen Leuchtens. Wer ursächliche Zusammenhänge willkürlich ignoriert, gerät in eine tiefe Fallgrube. In der absoluten Klarheit ohne jede Dunkelheit zu verweilen, heißt ein Joch mit Ketten tragen. An Gutes oder Böses denken heißt in Himmel und Hölle sein. Vorstellungen über Buddha oder Dharma hegen heißt in zwei eisernen Bergen gefangen sitzen. Des aufkommenden Bewußtseins sofort innewerden heißt die Geisteskraft verplempern. Beim stillen Sitzen bloß Konzentration zu üben, ist Teufelswerk. Wer strebsam vorwärts geht, verfehlt den Kern der Sache. Wer rückwärts geht, veruntreut den Zen-Geist. Wer weder vorwärts noch rückwärts geht, ist ein atmender Leichnam. Nun sagt mir, was ihr tun wollt! Bemüht euch mit letzter Kraft, in diesem Leben vollkommene Erleuchtung zu finden!“

Wumen reiste zunächst als Wandermönch weiter durch China, war danach Abt mehrerer Klöster. Er trug alte und schmutzige Roben, ließ Haar und Bart nicht schneiden und arbeitete auf den Feldern der Tempel.
1228 (mit 46 Jahren) war er Abt des Dongjia Longxiang (龙翔; W.-G.: Lung-hsiang; jap.: Ryusho) in Fuzhou und beschloss, die »Kōans der alten Meister […] bei der Anleitung der Mönche (zu benutzen), je nach ihren Fähigkeiten und Typen, als Ziegelsteine, um an das Tor zu klopfen […] Der Buddha-Geist ist die Grundlage und torlos ist das Dharma Tor«. Hier stellte er die 48 Kōans in der Sammlung »Die torlose Schranke« zusammen und kommentierte sie.
1246 gründete er auf kaiserlichen Erlass hin das Kloster Huguo Renwangsi (護國仁王寺, Hùguó rénwáng sì) bei Hangzhou. In seinen letzten Lebensjahren zog er sich in die Nähe des von ihm gegründeten Tempels am West-Sees zurück, an einen damals noch abgelegenen Platz. Entgegen seinen Hoffnungen wurde er dort jedoch von zahllosen Besuchern und Schülern in Anspruch genommen.
Für seine Verdienste erhielt er von Kaiser Song Lizong den Ehrentitel „Buddhas Auge“ (佛眼, Fóyǎn).

## Werk
Das im Titel auf seinen Namen anspielende Wumenguan gehört zu den frühen Texten des Zen-Buddhismus, die zuvor zum großen Teil nur mündlich tradiert waren und dann von Schülern bzw. späteren Meistern kompiliert und ggf. kommentiert wurden. Es zählt noch heute – neben dem Biyan Lu (Niederschrift von der Smaragdenen Felswand, jap.: Hegikan-roku) – zu den zentralen Werken des Zen-Buddhismus und ist repräsentativ für die Kōan-Methode, in der mittels provozierender Fragen eines Zen-Meisters an seine(n) Schüler eine individuelle „Lösung“ erreicht werden soll. Wumen Huikai sammelte diverse Texte und erarbeitete sich ihr Verständnis auf den Wanderungen von Tempel zu Tempel, die damals wie heute zur Ausbildung eines Zen-Meisters gehören.
Einige in der Wumenguan-Sammlung erwähnte Kōans wenden sich ausdrücklich gegen Buddha selbst als den höchsten Repräsentanten buddhistischer Lehren. Auch er darf nicht nur verehrt, sondern muss – wie jede Übernahme einer fremden Erkenntnis oder überlieferten Erfahrung – gründlich infrage gestellt werden.
Kōan Nr. 21: Ein Mönch fragte Ummon in allem Ernst: »Was ist Buddha?« Ummon sagte: »Kanshiketsu (ein vertrockneter Kot-Spatel).«
Kōan Nr. 33: Ein Mönch fragte Baso in allem Ernst: »Was ist Buddha?« Baso antwortete: »Weder Geist noch Buddha«.
Kōan Nr. 34: Nansen sagte: »Geist ist nicht Buddha. Wissen ist nicht der Weg.«
Durch Shinji Kakushin (1207–1298) wurde das Wumenguan/Mumonkan nach Japan gebracht. Die einfache Sprache, der klar gegliederte Aufbau und die von verschiedenen Zen-Meistern im Laufe der Zeit angehängten, verständlichen Kommentare (Teisho) – zusammen „ein Meisterwerk der Prägnanz“ (Dumoulin) – haben über die Jahrhunderte hinweg bis heute ihre Wirkung entfaltet.